# Abel García
Abel García Donadio (Departamento de Rivera, 8 de julio de 1953) es un guitarrista y compositor de música popular uruguayo.

## Biografía
Nacido en Rivera, a los siete años pasa a residir con su familia en Tacuarembó, donde permanece hasta los 23 años. Es a la escasa edad de siete años cuando comienza a tocar la guitarra, y como es común en el interior de Uruguay el folclore argentino tiene un lugar destacado en las influencias que recibe el artista, así como también la música brasileña, principalmente por la proximidad del país limítrofe.
A lo largo de su adolescencia integra varios grupos de música beat, entre los que se cuentan "Los yetis" (a los 11 años), y "Los estudiantes modernos", en el que tocaba el bajo eléctrico.
Este grupo contaba también con temas propios y tuvo cierta repercusión principalmente a través de la emisora "Zorrilla de San Martín" de Tacuarembó.
Su participación en estos grupos le valen el reconocimiento en distintos concursos, como el "Premio a la mejor canción" y el "Premio al mejor bajo electrónico" en 1969 en el "Tercer Festival de Música Joven" realizado en Tacuarembó.
En 1971 con el grupo beat "Telaraña" realiza una extensa gira por Paraguay, el norte argentino y el sur brasileño. Posteriormente también integra el grupo "Abraxas".
El comienzo de su carrera profesional puede ubicarse hacia 1971, cuando comienza a incursionar con composiciones propias, ya de corte folclórico. Al año siguiente recibe el doble galardón de Primer premio en las categorías "Mejor solista" y "Canción inédita" por el tema "Epitafio" en un Festival organizado por el Club Democrático de Tacuarembó.
Posteriormente continúa su actividad artística, donde alterna composiciones propias y musicalizaciones de distintos poetas, entre los que se cuentan Líber Falco, Washington Benavides o Nazim Hikmet, entre otros. Producto de este trabajo edita su primer álbum en 1976 llamado "La polquita del regreso".
En 1976 realiza su primera actuación en Montevideo en distintas peñas folclóricas, también participa en varios recitales realizados en el Palacio Peñarol. Esta serie de eventos, lo van convirtiendo en una figura de reconocimiento nacional, trasladando a los oyentes su sensibilidad social y sus preocupaciones cotidianas. 	 
En los años posteriores, graba varios álbumes y casetes que cuentan con más o menos repercusión en el medio regional. 	 
En 2004, graba el CD llamado "Infinito" que contiene el tema llamado "Al agua" que adquiriría reconocimiento internacional, y en el que se acompaña con un coro de niños.

## Discografía
- Polquita del regreso (Clave 32-1076. 1976)
- Sobre la vida (RCA LPUS 352. 1981)
- Porque mañana existe (La Batuta LBC 003. 1983)
- Andarines del sueño (RCA MCUS 438. 1984)
- Abel García (Orfeo SULP 90.831. 1986)
- Uno más (Orfeo. 1990)
- El típico uruguayo (Sondor. 1995)
- Amares (independiente. 2002)
- Infinito (independiente. 2004)
- Tengo la canción (independiente. 2006)
- Otro bicho (independiente. 2012)